# 杨赤
杨赤（1961年—），汉族，中华人民共和国京剧表演艺术家，大连京剧院院长，中国民主促进会会员，第十一届全国政协委员。

## 生平
2008年，当选第十一届全国政协委员，代表文化艺术界，分入第二十八组。2018年1月，当选第十三届全国政协委员。